# آکمیت
آکمیت  (به انگلیسی: Acmite) با فرمول شیمیایی  از مجموعه کانی هاست و دارای مغناطیس ضعیف. کانی‌های مشابه آن آکتینوت و آرفدسونیت (arfvedsonite) است. از کلمه یونانی akme به معنای قله گرفته شده‌است. ذوب می‌شود - شعله را زرد می‌کند - کمی در اسیدها محلول است. Na2O:۱۳٫۴٪  Fe2O۳:۳۴٫۶٪  SiO۲:۵۲٪  برای اولین بار در روسیه کشف شد و از نظر شکل بلور: منشوری طویل - ماکله، رنگ: سبز تیره - سیاه - قهوه‌ای قرمز - قهوه‌ای سیاه، شفافیت: غیر شفاف - نیمه شفاف، شکستگی: نامنظم، جلا: شیشه‌ای - چرب، رخ: خوب، سیستم تبلور: مونوکلینیک  است  و منشأ تشکیل آن ماگمایی - دگرگونی - پگماتیتی است.
همایند کانی‌شناسی (پارانژ) آن ‌آکتینوت و آرفدسونیت- لوسیت- نفلین است
، از نظر ژیزمان بلوری - آگرگات شعاعی - رشته‌ای - دانه‌ای تقریباََ کمیاب است و بیشتر در نروژ، انگلستان، گروئنلند، نیجریه، آمریکا، کانادا یافت می‌شود.

## منبع
- پردیس کشاورزی ایران